# Elvert de Oliveira
Elvert de Oliveira (Curitibanos, 8 de fevereiro de 1918 – São José, 18 de agosto de 2010) foi um industrial e político brasileiro.
Filho de Edelberto Basilides de Oliveira e de Elvira Albuquerque de Oliveira. Casou com Rosita Waltrick de Oliveira.
Foi candidato a deputado estadual para a Assembleia Legislativa de Santa Catarina pelo Partido Social Democrático (PSD), obtendo 3.556 votos, ficando na 6ª suplência. Foi convocado várias vezes durante a 4ª Legislatura (1959-1963).